# François Suchanecki
François Suchanecki (* 23. Dezember 1949 in Basel) ist ein ehemaliger Schweizer Degenfechter.

## Karriere
François Suchanecki wurde 1977 in Buenos Aires und 1981 in Clermont-Ferrand mit der Mannschaft Vizeweltmeister, 1979 gewann er mit ihr in Melbourne zudem Bronze. Dreimal nahm er an Olympischen Spielen teil. 1972 erreichte er in München mit der Schweizer Equipe den Final, in dem sich Ungarn mit 8:4 durchsetzte. Gemeinsam mit Guy Evéquoz, Daniel Giger, Peter Lötscher und Christian Kauter erhielt er so die Silbermedaille. Bei den Olympischen Spielen 1976 in Montreal gewann er mit Bronze im Mannschaftswettbewerb eine weitere Medaille. Zur Mannschaft gehörten neben Suchanecki Jean-Blaise Evéquoz, Daniel Giger, Christian Kauter und Michel Poffet. In der Einzelkonkurrenz belegte er den 22. Platz. 1984 wurde er in Los Angeles mit der Mannschaft Neunter.
Er focht für die Fechtgesellschaft Basel.